# Rowy (Barciany)
Rowy (deutsch Rawlack) ist ein kleiner Ort in der polnischen Woiwodschaft Ermland-Masuren und gehört zur Gmina Barciany (Barten) im Powiat Kętrzyński (Kreis Rastenburg).

## Geographische Lage
Rowy liegt in der nördlichen Mitte der Woiwodschaft Ermland-Masuren, sieben Kilometer nördlich der Kreisstadt Kętrzyn (deutsch Rastenburg).

## Geschichte
Der vor 1871 Rablack genannte kleine Ort bestand ursprünglich nur aus ein paar kleinen Höfen. 1785 wird der Ort als adliges Bauerndorf mit neun Feuerstellen erwähnt. Im Jahre 1874 kam die Landgemeinde Rawlack zum neu errichteten Amtsbezirk Wehlack (polnisch Skierki), der zum Kreis Rastenburg im Regierungsbezirk Königsberg in der preußischen Provinz Ostpreußen gehört. Rawlack zählte 73 Einwohner im Jahre 1820, 1885 waren es noch 38, 1924 noch 24, und 1910 nur 27.
Am 1. April 1930 verlor die Landgemeinde Rawlack ihre Eigenständigkeit und wurde nach Wehlack (Skierki) eingemeindet.
In Kriegsfolge wurde 1945 das gesamte südliche Ostpreußen an Polen überstellt. Davon war auch Rawlack betroffen, das die polnische Namensform „Rowy“ erhielt. Heute ist es ein „Przysiółek wsi Szaty Wielkie“ (ein Weiler des Dorfes Szaty Wielkie (Groß Schatten)) innerhalb der Landgemeinde Barciany (Barten) im Powiat Kętrzyński (Kreis Rastenburg), bis 1998 der Woiwodschaft Olsztyn, seither der Woiwodschaft Ermland-Masuren zugehörig.

## Kirche
Bis 1945 war Rawlack in die evangelische Kirche Wenden in der Kirchenprovinz Ostpreußen der Kirche der Altpreußischen Union sowie in die katholische Kirche Kętrzyn im damaligen Bistum Ermland eingepfarrt.
Heute gehört Rowy katholischerseits zur Pfarrei Winda im jetzigen Erzbistum Ermland, und evangelischerseits zur Johanneskirche Kętrzyn in der Diözese Masuren der Evangelisch-Augsburgischen Kirche in Polen.

## Verkehr
Rowy ist über eine Stichstraße zu erreichen, die bei Skierki (Wenden) von der Woiwodschaftsstraße 591 (einstige deutsche Reichsstraße 141) abzweigt. Eine Nebenstraße von Szaty Wielkie (Groß Schatten) nach Moruny (Maraunen) führt durch Rowy.
Eine Anbindung an den Bahnverkehr besteht nicht.